# Diversispora spurca
Diversispora spurca är en svampart som först beskrevs av C.M. Pfeiff., C. Walker & Bloss, och fick sitt nu gällande namn av C. Walker & A. Schüssler 2004. Diversispora spurca ingår i släktet Diversispora och familjen Diversisporaceae.   Inga underarter finns listade i Catalogue of Life.